# Inżynier budownictwa
Inżynier budownictwa – tytuł zawodowy, jakim ustawa o samorządach zawodowych architektów oraz inżynierów budownictwa określa osoby będące członkami samorządu zawodu zaufania publicznego inżynierów budownictwa, uprawnione obok członków samorządu zawodowego architektów do pełnienia samodzielnych funkcji technicznych w budownictwie.
Współcześnie jest to tytuł związany z nabywaniem lub posiadaniem uprawnień budowlanych, o który mogą ubiegać się absolwenci nie tylko kierunku studiów budownictwo, ale także – odpowiednio do specjalności – szeregu innych kierunków studiów technicznych, natomiast dawniej taki tytuł nadawały uczelnie techniczne w dyplomach wydawanych na podstawie odpowiednich rozporządzeń i zarządzeń wyłącznie absolwentom kierunku budownictwo. Ostatnim zarządzeniem umożliwiającym jego nadawanie przez uczelnie było zarządzenie Ministra Edukacji Narodowej z dnia 24 kwietnia 1989 r. w sprawie określania nazw kierunków studiów w szkołach wyższych oraz rodzajów dyplomów i tytułów zawodowych nadawanych przez szkoły wyższe, pozostające w mocy aż do wejścia w życie zarządzenia Ministra Edukacji Narodowej w sprawie określenia rodzajów dyplomów i tytułów zawodowych oraz wzoru dyplomu wydawanego przez uczelnie z dnia 9 kwietnia 1992 roku.

## Działalność regulowana, którą mogą wykonywać inżynierowie budownictwa
Inżynierowie budownictwa posiadający uprawnienia budowlane do projektowania mogą:
- projektować (tworzyć opracowania projektowe w zakresie projektu architektonicznego) sprawdzać projekt architektoniczno-budowlany i techniczny oraz pełnić związany z tym, że są autorem takiego opracowania projektowego nadzór autorski[5].

Inżynierowie budownictwa posiadający uprawnienia budowlane do kierowania robotami budowlanymi mogą:
- kierować budową lub innymi robotami budowlanymi[6].

Posiadanie uprawnień w zakresie kierowania robotami budowlanymi upoważniają również inżyniera budownictwa do wykonywania działalności regulowanej takiej jak:
- kierowanie wytwarzaniem konstrukcyjnych elementów budowlanych oraz nadzór i kontrolę techniczną wytwarzania tych elementów;
- wykonywanie nadzoru inwestorskiego;
- sprawowanie kontroli technicznej utrzymania obiektów budowlanych.

Posiadanie uprawnień w zakresie projektowania robót budowlanych upoważniają również inżyniera budownictwa do wykonywania działalności regulowanej takiej jak:
- sprawowanie kontroli technicznej utrzymania obiektów budowlanych[7].

## Specjalności osób określanych tytułem zawodowym inżynier budownictwa
W ramach tego tytułu zawodowego na terenie Polski wydzielono 4 podstawowe specjalności oraz jeśli występują także ich dodatkowe zakresy:
- architektoniczna,
- konstrukcyjno-budowlana,
- inżynieryjna:
  - mostowa,
  - drogowa,
  - kolejowa w zakresie kolejowych obiektów budowlanych,
  - kolejowa w zakresie sterowania ruchem kolejowym,
  - hydrotechniczna,
  - wyburzeniowa,
- instalacyjna w zakresie sieci, instalacji i urządzeń:
  - telekomunikacyjnych,
  - cieplnych, wentylacyjnych, gazowych, wodociągowych i kanalizacyjnych,
  - elektrycznych i elektroenergetycznych.